# گین باتن
گین باتن (انگلیسی: Guin Batten؛ زادهٔ ۲۷ سپتامبر ۱۹۶۷) قایقران روئینگ اهل بریتانیا است.